# Louis Guillaume Le Roy
Pour les articles homonymes, voir Le Roy.
Louis Guillaume Le Roy, né le 31 octobre 1924 à Amsterdam, et mort le 15 juillet 2012, est un artiste néerlandais du paysage qui construit ce qu'il appelle ecokathedraal (« écocathédrale ») à Mildam aux Pays-Bas.

## Œuvre

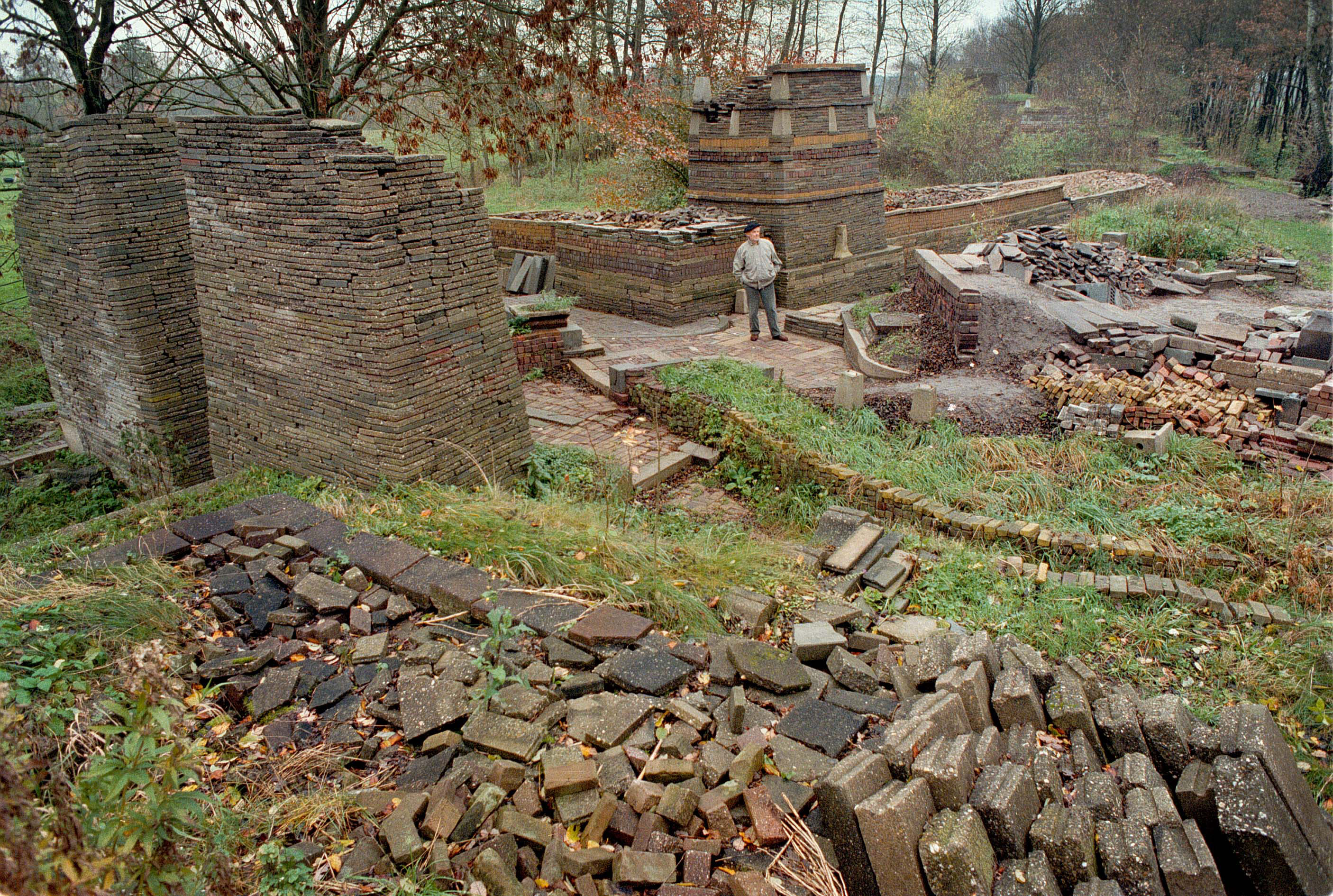
Louis le Roy au milieu de son « écocathédrale » à Mildam

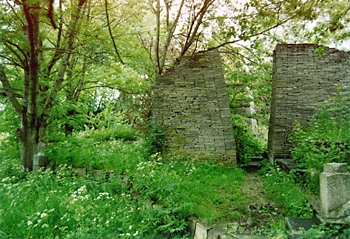
Une des fabriques

Louis Le Roy a commencé à planter un terrain de quatre hectares de manière absolument arbitraire. Après avoir conclu un contrat avec les autorités municipales, il a récupéré pendant des années toutes sortes de matériaux provenant de la démolition de chaussées et de pavages.
Triant, traînant, roulant, jetant, empilant, il ordonne, au sein du parc en friche, un chaos de dalles, briques, bordures de trottoir, etc., en fabriques évoquant des architectures exotiques.
La forme de ces structures est déterminée essentiellement par le fait que Le Roy fait appel en majorité à de petits éléments plats et rectangulaires et n'utilise pas de ciment, chaque structure devant tenir debout par le seul effet de la pesanteur : murs épais et massifs, constructions en gradins, etc..